# 헨리 존 스티븐 스미스
헨리 존 스티븐 스미스(영어: Henry John Stephen Smith IPA: [ˈhɛnɹiː dʒɒn ˈstiːvən smɪθ], 1826~1883)는 아일랜드 태생의 수학자이다. 수론과 선형대수학에 기여하였다.

## 생애
1826년 11월 2일 더블린에서 태어났다. 아버지 존 스미스(영어: John Smith)는 변호사였다. 스미스는 아버지를 2세 때 여의었고, 이후 스미스 가족은 잉글랜드로 이민하였다. 11세까지 어머니에게서 교육받았고, 이후 11세~15세 동안 가정 교사들로부터 교육받았다. 15세 때 (1841년) 럭비 스쿨에 입학하였다.
19세에 옥스퍼드 대학교 밸리얼 칼리지(영어: Balliol College)에 입학하였고, 1949년에 수학·서양고전학을 전공하여 졸업하였다. 1846~1847년 동안에는 프랑스 소르본 대학교에 유학하였다.
졸업 후 옥스퍼드 대학교에서 계속 강의하였다. 1861년에 새빌 기하학 석좌 교수(영어: Savilian Chair of Geometry)가 되었다. 런던 수학회(영어: London Mathematical Society) 회장직을 2회 역임하였다.
1883년 2월 9일 옥스퍼드에서 사망하였다.

## 참고 문헌
- Glaisher, James Whitbread Lee (1884). “Obituary of Henry John Stephen Smith”. 《Monthly Notices of the Royal Astronomical Society》 (영어) 44: 138–149. doi:10.1093/mnras/44.4.138.
- Macfarlane, Alexander (1916). 《Lectures on ten British mathematicians of the nineteenth century》. Mathematican Monographs (영어) 17. John Wiley & Sons.